# 信賴台灣
「信賴台灣」是2022年中華民國地方公職人員選舉時，出現在臺灣的政治口號，希望臺灣人有勇氣、信心，積極地相信臺灣的未來。《自由時報》與《蘋果日報》報導，民主進步黨候選人將陸續掛上有「信賴台灣」口號及與時任中華民國副總統賴清德合照的看板，被認為是賴清德為了2024年中華民國總統選舉樹立形象。此一口號也在2024年總統選舉中再次使用。

## 信賴台灣之友會
信賴台灣之友會是2024年中華民國總統選舉，賴清德在各地各縣市的後援會組織。